# Microchirus azevia
Microchirus azevia es una especie de pez de la familia Soleidae en el orden de los Pleuronectiformes, conocido por el nombre común de soldado.

## Distribución geográfica
Se encuentran en las  costas del  Atlántico oriental (desde Portugal hasta Senegal) y en el Mediterráneo (península ibérica y Argelia).